# ماتیلدا لوتز
ماتیلدا لوتز (آلمانی: Matilda Lutz؛ زادهٔ ۲۸ ژانویهٔ ۱۹۹۲) هنرپیشه و مدل اهل ایتالیا است.
از فیلم‌ها یا برنامه‌های تلویزیونی که وی در آن نقش داشته‌است می‌توان به حلقه‌ها، منطقه ۴۱۴، انتقام اشاره کرد.